# 前間恭作
前間恭作（日语：まえまきょうさく，1868年—1941年），於對馬市嚴原町出生，朝鮮語專家。1894年擔任駐朝鮮領事館的文員，朝鮮總督府的翻譯官。在朝鮮執行職務的期間，努力收集書籍。他撰寫了《在山樓蒐書錄》及《古鮮冊府》。後來，分別在1924年及1942年把珍藏的朝鮮書籍贈送給東洋文庫。